# Swainsona rigida
Swainsona rigida är en ärtväxtart som först beskrevs av George Bentham, och fick sitt nu gällande namn av John McConnell Black. Swainsona rigida ingår i släktet Swainsona och familjen ärtväxter. Inga underarter finns listade i Catalogue of Life.